# استانیسلاو راستوتسکی
استانیسلاو یوسیفوویچ راستوتسکی (روسی: Станисла́в Ио́сифович Росто́цкий؛ ۲۱ آوریل ۱۹۲۲ – ۱۰ اوت ۲۰۰۱) کارگردان فیلم، فیلم‌نامه‌نویس، و بازیگر اهل اتحاد جماهیر شوروی بود.
از فیلم‌های او می‌توان به زیر آسمان سنگی (۱۹۷۴)، هفت باد (۱۹۶۲) و قهرمان عصر ما (۱۹۶۶–۱۹۶۵) اشاره کرد که اقتباسی از رمانی به همین نام اثر میخائیل لرمانتف است.
وی همچنین برندهٔ جوایزی همچون نشان ستاره سرخ، جایزه دولتی اتحاد شوروی، جایزه هنرمند مردمی اتحاد جماهیر شوروی، نشان لنین، هنرمند مردمی جمهوری شوروی فدراتیو سوسیالیستی روسیه، نشان انقلاب اکتبر، و جایزه لنین شده‌است.